# Галанов Тамір Бадмайович
Галанов Тамір Бадмайович (до 2016 — Галанов Белик Бадмайович; 14 лютого 1989, Кіжинга, Кіжингинський район, Бурятська АРСР) — російський боксер, призер чемпіонатів світу та Європи серед аматорів.

## Аматорська кар'єра
Галанов Белик народився у Бурятській АРСР. Був чемпіоном Росії 2009, 2012 і 2013 років.
На чемпіонаті Європи 2011 в категорії до 49 кг завоював срібну медаль.
- В 1/8 фіналу переміг Лукаша Мащика (Польща) — 19-9
- У чвертьфіналі переміг Ферхата Пехліван (Туреччина) — 14-10
- У півфіналі переміг Георгія Андонова (Болгарія) — 18-7
- У фіналі програв Салману Алізаде (Азербайджан) — 14-16

2014 року став срібним призером чемпіонату світу серед військовослужбовців.
2016 року через невдачі у кар'єрі Белик за порадою хамбо-лами офіційно змінив ім'я на Тамір.
На чемпіонаті Європи 2017 в категорії до 52 кг програв у першому бою Даніелю Асенову (Болгарія).
На чемпіонаті світу 2017 року завоював бронзову медаль.
- В 1/16 фіналу переміг Джабалі Бріді (Барбадос) — 5-0
- В 1/8 фіналу переміг Девіда Хіменес (Коста-Рика) — 5-0
- У чвертьфіналі переміг Мануеля Каппаї (Італія) — 5-0
- У півфіналі програв Йосвані Вейтія (Куба) — 2-3